# Метод балльной оценки вариантов использования
Метод балльной оценки вариантов использования — это метод оценки, используемый для прогнозирования объёма программного обеспечения в проектах разработки ПО. Метод применяется при использовании UML и методологии разработки RUP для разработки программного обеспечения. Идея метода основана на том, что требования к системе записаны в виде вариантов использования, являющихся частью методов моделирования UML. Объём ПО рассчитывается на основе элементов вариантов использования системы путём разложения с учётом технических предположений и предположений об окружении. Метод может быть использован для подсчёта предполагаемых затрат по проекту.

## История
Метод был разработан Густавом Карнером в 1993 году во время его работы в Objectory Systems, которая позже влилась в Rational Software и затем в IBM. Метод был создан для решения задачи оценки объёма программного обеспечения, объектно-ориентированных систем. Он основан на схожих с методом балльной оценки функций принципах, но был создан для определённых нужд объектно-ориентированных систем и системных требований, основанных на вариантах использования.

## Метод
Метод определения оценки объёма для разработки системы основан на вычислении из следующих переменных:
- Вес варианта использования без поправок (Unadjusted Use Case Weight, UUCW) — число баллов для ПО для учёта числа и сложности вариантов использования (ВИ).
- Вес действующего лица без поправок (Unadjusted Actor Weight, UAW) — число баллов для ПО для учёта числа и сложности действующих лиц.
- Коэффициент технической сложности (Technical Complexity Factor, TCF) — коэффициент для коррекции объёма основанный на технических предположениях.
- Коэффициент сложности окружения (Environmental Complexity Factor, ECF) — коэффициент для коррекции объёма основанный на предположениях об окружении.

Когда все переменные выше рассчитаны, итоговая оценка объёма может быть вычислена. Итоговое число — это и есть балльная оценка вариантов использования (Use Case Points, UCP) для проекта разработки ПО.

## Расчёт
UCP = (UUCW + UAW) x TCF x ECF